# 胡三省 (萬曆進士)
胡三省（1544年—1605年），字子唯，號一斋，直隸順德府沙河縣人，民籍，明朝政治人物。

## 生平
隆慶四年（1570年）庚午科順天府鄉試第三十名，萬曆十一年（1583年）癸未科會試第三百二十九名，登三甲第一百六十六名進士。刑部觀政，本年授山东阳谷知县，十三年調任洪洞县知县，丁母憂，十八年復除遂平县，升户部主事，二十一年山东、河南监兑，丁父憂，二十五年補原职，官至户部蓟镇管粮郎中。三十一年因子嘉遇生病，告病归，建佚老堂、夢覺庵，不再出仕。不久嘉遇与少子嘉勳皆病逝，因此舊疾日剧，遂不起，年六十二。

## 家族
曾祖胡慱；祖父胡績；父胡邦俊，曾任壽官。母宋氏。重庆下。弟三畏、三德、三重。子胡嘉謨。